# عبد النبي عبد القادر مرسال
عبد النبي عبد القادر مرسال شاعر سوداني الميلاد: 1918 الموردة أم درمان.
تلقي تعليمه لابتدائي والثانوي بالمدارس المصرية بالخرطوم والتعليم العالي بمعهد حلوان العالي بالقاهرة (جمهورية مصر العربية). عمل موظفاً بالكاترونيه الإنجليزية بالخرطوم كما عمل مترجما بقوات دفاع السودان وأخيراً عمل مترجما مع قوات دفاع السودان في شرق أفريقيا (كرن) (اسمرا) ـ(تسني). عمل مع قوات دفاع السودان في شمال أفريقيا (الكفرة) (طبرق).

## أعماله الشعرية والأدبية
1. ديوان شعر علي الطريق
2. ديوان شعر مرسال
3. كتابات شعريه في الصحف والمجلات المصرية والسودانية
4. قصائد مسجله بصوته في مكتبة الإذاعة السودانية
5. اختارت جامعة أمدرمان الإسلامية كلية اللغة العربية ديوان علي الطريق كإحدى الدراسات العليا المقدمة لنيل درجة الماجستير وكانت من نصيب الدارس عمر بن الخطاب
6. تم تكريمه بالميدالية الذهبية في مهرجان الثقافة الأول
7. تم اختياره في موسوعة الشعر والشعراء العرب لمؤسسة البابطين وتم تكريم اسمه في احتفال المؤسسة في الخرطوم

- توفي لرحمة الله في يوم الجمعة 9/9/1962